# Wiaczesław Kernozenko
Wiaczesław Serhijowycz Kernozenko, ukr. Вячеслав Сергійович Кернозенко (ur. 4 czerwca 1976 w Hawanie, Kuba) – ukraiński piłkarz, grający na pozycji bramkarza, reprezentant Ukrainy, trener piłkarski.

## Kariera piłkarska

### Kariera klubowa
Jest wychowankiem DJuSSz Dynamo Kijów. Pierwszy trener - Ołeksandr Szpakow i Ołeksandr Łysenko. W 1993 rozpoczął karierę piłkarską w drugiej drużynie Dynama, a 15 czerwca 1997 debiutował w pierwszej drużynie. W 2001 przeszedł do Arsenału (CSKA) Kijów. Od 2004 roku związany z klubem Dnipro Dniepropetrowsk. W sierpniu 2009 został wypożyczony do Krywbasa Krzywy Róg. Po powrocie z wypożyczenia w grudniu 2009 postanowił zakończyć karierę piłkarską.

### Kariera reprezentacyjna
31 maja 2000 roku debiutował w reprezentacji Ukrainy w meczu towarzyskim z Anglią, przegranym 0:2. Łącznie rozegrał 5 meczów reprezentacyjnych. Wcześniej występował w młodzieżowej reprezentacji Ukrainy.

## Kariera trenerska
W 2010 rozpoczął karierę piłkarską na stanowisku trenera bramkarzy w DJuFSz Dynamo Kijów. W 2011 odszedł do klubu Schid Kijów trenować bramkarzy. W latach 2012–2014 pracował w PFK Sewastopol. W sierpniu 2014 powrócił do Dnipra Dniepropetrowsk, gdzie szkolił młodych bramkarzy drużyny U-19 klubu.

## Sukcesy i odznaczenia

### Sukcesy klubowe
- mistrz Ukrainy: 1997, 1998, 1999, 2000
- brązowy medalista Mistrzostw Ukrainy: 2004
- zdobywca Pucharu Ukrainy: 1998, 1999, 2000
- finalista Pucharu Ukrainy: 2004

### Sukcesy indywidualne
- najlepszy bramkarz na Ukrainie: 2007
- wybrany do listy 33 najlepszych piłkarzy Ukrainy: nr 1 (2007), nr 2 (2004), nr 3 (2006)
- członek Klubu Jewhena Rudakowa: 113 meczów na "0"

### Odznaczenia
- tytuł Mistrza Sportu Ukrainy: 1996
- tytuł Mistrza Sportu Klasy Międzynarodowej: 2005[4]
- Medal "Za pracę i zwycięstwo": 2006[5]